# Kaye Coppoolse
Kaye Coppoolse (3 januari 1991) is een Nederlandse voetballer die als aanvaller speelt.
Coppoolse speelde in de jeugdopleiding van BV De Graafschap en debuteerde in de hoofdmacht op 18 december 2010 tijdens de thuiswedstrijd tegen sc Heerenveen. Per januari 2012 stapte hij over naar SC Veendam. Na een half jaar tekende hij bij kersverse topklasser DETO uit Vriezenveen. Op het laatste moment koos hij echter toch voor WKE. In het seizoen 2013/14 speelde hij voor SV Babberich en sinds de zomer van 2014 bij VIOD.

## Carrière
| seizoen | club          | land      | competitie     | wed. | goals |
| ------- | ------------- | --------- | -------------- | ---- | ----- |
| 2010/11 | De Graafschap | Nederland | Eredivisie     | 1    | 0     |
| 2011/12 | De Graafschap | Nederland | Eredivisie     | 2    | 0     |
| 2011/12 | SC Veendam    | Nederland | Eerste divisie | 11   | 0     |
| 2012/13 | WKE           | Nederland | Topklasse      | -    | -     |
| 2013/14 | SV Babberich  | Nederland | 1e klasse      | -    | -     |